# Leonardo Rocha
Leonardo Miramar Rocha (ur. 23 maja 1997 w Almadzie) – portugalski piłkarz brazylijskiego pochodzenia występujący na pozycji napastnika, od 2025 w polskim klubie Raków Częstochowa.

## Kariera klubowa
Grę w piłkę nożną rozpoczął w wieku 9 lat w Amora FC. Następnie szkolił się w Colégio Guadalupe oraz w klubach CF Os Belenenses, Vitória Setúbal i Boavista FC. W 2011 roku przeniósł się do akademii Pescary Calcio (Serie B, Włochy), gdzie podpisał czteroletni kontrakt juniorski. Z powodu wytycznych FIFA nie mógł on występować w oficjalnych rozgrywkach do momentu ukończenia 16. roku życia. Z tego powodu wyjechał do Brazylii, gdzie trenował w klubach Ituano FC (2012) i Barra FC (2013–2014). Latem 2014 roku Rocha powrócił do Amora FC, skąd rok później przeniósł się do akademii AS Monaco FC (Ligue 1, Francja).
26 listopada 2016 zaliczył jedyny występ w drużynie rezerw w meczu z US Colomiers (1:2) w Championnat National 2. W styczniu 2017 roku rozwiązał swoją umowę i przeszedł do włoskiej Vicenzy Calcio (Serie B). W klubie tym nie rozegrał on żadnego oficjalnego spotkania. W sierpniu 2017 roku odszedł do CD Leganés B, występującego w Tercera División. Rozegrał tam 10 spotkań, w których zdobył 3 bramki. Dwukrotnie też zasiadł na ławce w meczach pierwszego zespołu, rywalizującego w Primera División. W styczniu 2018 roku został wypożyczony do Ontinyent CF (Segunda División B). Spędził tam pozostałą część sezonu 2017/18 i strzelił 3 gole w 9 występach.
Latem 2018 roku Rocha został graczem Lommel SK (Eerste klasse B). W sezonie 2018/19 z 16 bramkami został królem strzelców ligi. W lipcu 2019 roku za kwotę 500 tys. euro został wykupiony przez KAS Eupen prowadzony przez Beñata San José i podpisał trzyletni kontrakt. 28 lipca 2019 zadebiutował w Jupiler Pro League w spotkaniu przeciwko Royal Antwerp FC (1:4). W październiku 2019 roku zerwał więzadło krzyżowe w kolanie i przeszedł roczną rekonwalescencję.
Po jej zakończeniu wypożyczono go na sezon do RWD Molenbeek, gdzie zdobył 7 goli w 13 meczach. Po powrocie do KAS Eupen przez kolejny rok pełnił rolę zmiennika i zaliczył 13 występów – wszystkie wchodząc z ławki rezerwowych. W czerwcu 2022 roku jako wolny agent przeszedł do drugoligowego klubu Lierse Kempenzonen, podpisując dwuletnią umowę. W rundzie jesiennej sezonu 2022/23 rozegrał 17 spotkań, w których zdobył 12 goli, co lokowało go na pierwszym miejscu w klasyfikacji strzelców, ex aequo z Thierno Barrym (SK Beveren).
W styczniu 2023 roku Rocha został wykupiony przez Radomiaka Radom prowadzonego przez Mariusza Lewandowskiego, z którym podpisał trzyipółletni kontrakt. Klub zapłacił za niego 150 tys. euro, bijąc swój rekord transferowy. 27 stycznia zadebiutował w Ekstraklasie w zremisowanym 0:0 domowym spotkaniu przeciwko Miedzi Legnica. 25 lutego 2023 w meczu z Lechią Gdańsk (3:1) zdobył pierwsze dwie bramki w polskiej lidze. W sezonie 2022/23 z 6 golami był najlepszym strzelcem w zespole.
10 stycznia 2025 podpisał trzyletni kontrakt z Rakowem Częstochowa z opcją przedłużenia o kolejny rok.

## Życie prywatne
Urodził się w 1997 roku w Almadzie w Portugalii w rodzinie brazylijskich imigrantów.

## Statystyki kariery
Aktualne na: 20 września 2024
| Klub                 | Sezon             | Liga               | Liga  | Liga   | Puchar kraju | Puchar kraju | Europa | Europa | Inne  | Inne   | Razem | Razem  |
| Klub                 | Sezon             | Liga               | Mecze | Bramki | Mecze        | Bramki       | Mecze  | Bramki | Mecze | Bramki | Mecze | Bramki |
| -------------------- | ----------------- | ------------------ | ----- | ------ | ------------ | ------------ | ------ | ------ | ----- | ------ | ----- | ------ |
| AS Monaco FC B       | 2016/2017         | National 2         | 1     | 0      | —            | —            | —      | —      | —     | —      | 1     | 0      |
| CD Leganés B         | 2017/2018         | Tercera División   | 10    | 3      | —            | —            | —      | —      | —     | —      | 10    | 3      |
| Ontinyent CF (wyp.)  | 2017/2018         | Segunda División B | 9     | 3      | —            | —            | —      | —      | —     | —      | 9     | 3      |
| Lommel SK            | 2018//2019        | Eerste klasse B    | 26    | 16     | 1            | 2            | —      | —      | 6     | 3      | 33    | 21     |
| KAS Eupen            | 2019/2020         | Eerste klasse A    | 6     | 0      | 1            | 0            | —      | —      | —     | —      | 7     | 0      |
| KAS Eupen            | 2021/2022         | Eerste klasse A    | 13    | 0      | 2            | 0            | —      | —      | —     | —      | 15    | 0      |
| KAS Eupen            | Ogólnie           | Ogólnie            | 19    | 0      | 3            | 0            | 0      | 0      | 0     | 0      | 22    | 0      |
| RWD Molenbeek (wyp.) | 2020/2021         | Eerste klasse B    | 13    | 7      | 2            | 3            | —      | —      | —     | —      | 15    | 10     |
| Lierse Kempenzonen   | 2022/2023         | Eerste klasse B    | 17    | 12     | 2            | 0            | —      | —      | —     | —      | 19    | 12     |
| Radomiak Radom       | 2022/2023         | Ekstraklasa        | 13    | 6      | —            | —            | —      | —      | —     | —      | 13    | 6      |
| Radomiak Radom       | 2023/2024         | Ekstraklasa        | 26    | 4      | 1            | 0            | —      | —      | —     | —      | 27    | 4      |
| Radomiak Radom       | 2024/2025         | Ekstraklasa        | 8     | 9      | 0            | 0            | —      | —      | —     | —      | 8     | 9      |
| Radomiak Radom       | Ogólnie           | Ogólnie            | 47    | 19     | 1            | 0            | 0      | 0      | 0     | 0      | 48    | 19     |
| Ogółem w karierze    | Ogółem w karierze | Ogółem w karierze  | 142   | 60     | 9            | 5            | 0      | 0      | 6     | 3      | 157   | 68     |

## Sukcesy

### Indywidualne
- król strzelców Eerste klasse B: 2018/19 (16 goli)